# 海上閱兵

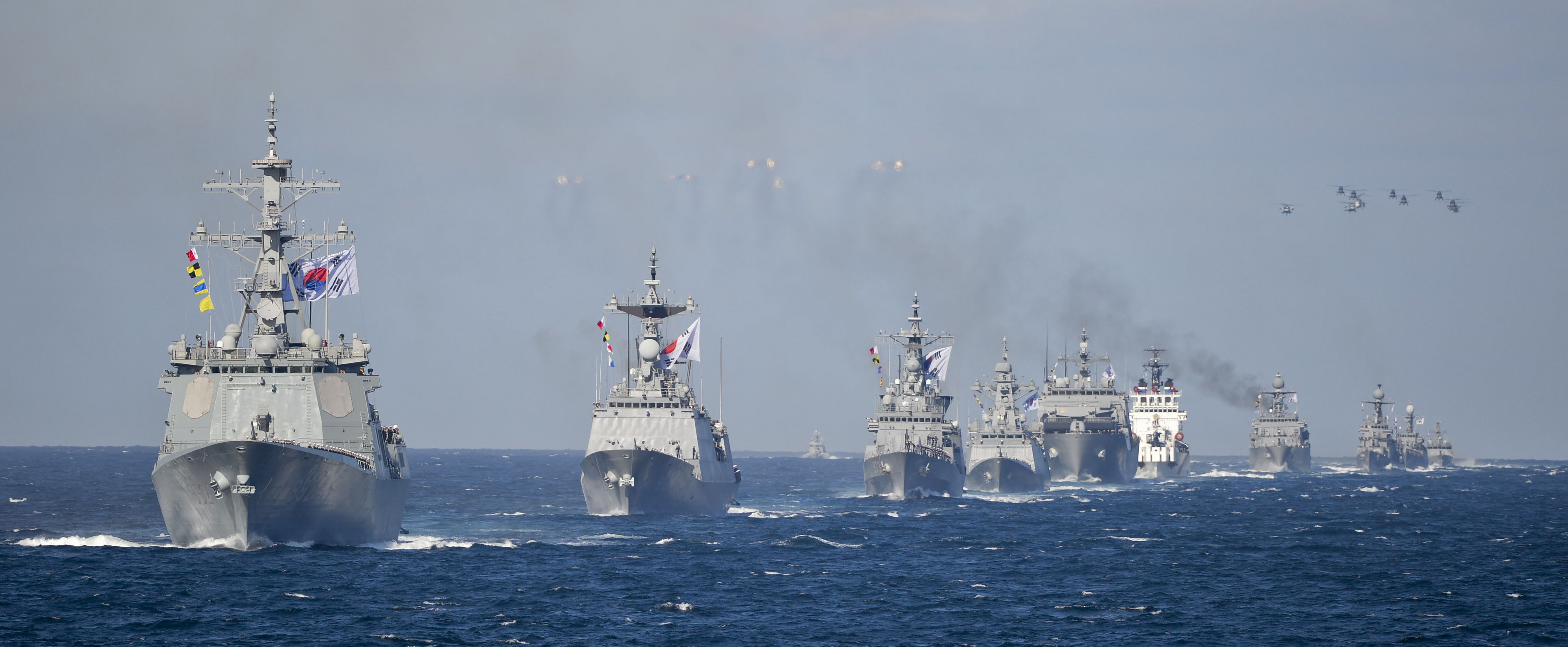
2015年10月17日的韓國海軍海上閱兵活動。

海上閱兵（英語：Fleet review）又称阅舰式或观舰式（源自日文中的），是海軍的閱兵儀式。此項儀式由英國開始，近年來，成為國際上軍事演習或慶祝建國、建軍周年等慶典時展示軍力的儀式。
海上阅兵通常分为阅兵式和分列式。举行阅兵式时，受检阅的舰船都有固定的泊位，整齐地排列。检阅舰则搭载本国元首、政府首脑和海军将领，以及受邀的别国宾客依次检阅列队战舰。分列式又称为码头校阅式，举行分列式时，受阅舰艇编队以一定顺序从码头的检阅台前通过。中国人民解放军海军也将受阅舰艇按照规定的序列编队依次通过阅兵舰艇接受阅兵首长的检阅的检阅方式称为海上分列式。

## 中国人民解放军海军海上閱兵
- 1957年8月4日，国务院总理周恩来受中央军委主席毛泽东委托，检阅了北海舰队前身青岛基地官兵。
- 1995年10月19日，人民海军北海舰队在黄海某海域，举行了新中国成立以来规模最大的海上联合军事演习和盛大的海上阅兵式。
- 2005年8月18日，中俄两军首次在青岛、山东半岛东南海域等地区举行“和平使命-2005”中俄联合军事演习。2005年8月23日下午，海上分列式在山东半岛东南海域开始。
- 2009年4月23日下午，为纪念中国人民解放军海军成立60周年而举行的海上阅兵在青岛附近黄海海域举行。海上检阅式分两个阶段，第一阶段为海上分列式，检阅中国海军的舰艇和飞机；第二阶段为海上阅兵式，检阅来自14个国家的21艘舰艇。[2]
- 2018年4月12日上午，中央军委在南海海域隆重举行海上阅兵，展示人民海军崭新面貌，激发强国强军坚定信念。[3]
- 2019年4月23日下午，为纪念中国人民解放军海军成立70周年而举行的海上阅兵在青岛附近黄海海域举行。

## 加拿大海軍海上閱兵
在加拿大，海上閱兵可能需要在大西洋或太平洋海岸的地方，通常在哈利法克斯港和維多利亞港。
- 1958年7月：為了紀念不列顛哥倫比亞加入加拿大聯邦100週年，由王妹瑪格麗特公主主持加拿大皇家海軍的海上閱兵。
- 1959年6月：為了慶祝聖羅倫斯航道（Saint Lawrence Seaway）开通，英國女王伊麗莎白二世出席在蒙特利爾舉行由加拿大皇家海軍和美國海軍艦艇參加的海上閱兵。
- 1959年7月：英國女王伊麗莎白二世主持在哈利法克斯港舉行的加拿大皇家海軍的海上閱兵。
- 2010年6月12日：為紀念加拿大海軍成立100週年，加拿大總督米夏埃爾·讓將軍主持在Esquimalt港舉行由加拿大海軍、澳大利亞皇家海軍、法國海軍、日本海上自衛隊、紐西蘭皇家海軍和美國海軍艦艇參加的國際海上閱兵。
- 2010年6月29日：為紀念加拿大海軍成立100週年，英國女王伊麗莎白二世主持在哈利法克斯港貝德福德窪地（英语：Bedford Basin）舉行由英國皇家海軍、加拿大海軍、美國海軍、巴西海軍、丹麥皇家海軍、法國海軍、德國海軍和荷蘭皇家海軍艦艇參加的國際海上閱兵。

## 近年海上閱兵
- 2001年2月15日印度舉辦。首屆國際海軍海上閱兵，來自19個國家的25艘軍艦和印度海軍95艘軍艦一起於印度孟買港參加[4]。
- 2002年10月11日日本海上自衛隊創立50周年記念舉行国际海上閱兵（国際観艦式）[5]。
- 2005年6月為紀念特拉法加海戰200周年，近40個國家的上百艘船隻在英國參加主題海上閱兵[4]。
- 2006年10月29日日本海上自衛隊自行組織了一次包括48艘艦艇、9架飛機、7900余名官兵參加的海上閱兵[4]。
- 2008年10月大韓民國海軍为了紀念建国和建军60周年，在釜山港举办了国际海上閱兵（朝鲜语：대한민국 국제관함식）[6]。
- 2009年3月11日巴基斯坦“和平－09”多國聯合軍事演習及海上閱兵[7]。
- 2009年4月23日中華人民共和國舉行大型國際海上閱兵紀念中國人民解放軍海軍成立60周年。
- 2018年4月12日中华人民共和国在南海海域举行海上阅兵式[8]。
- 2019年4月23日日中华人民共和国举行庆祝人民解放军海军成立70周年的海上阅兵。